# Potentilla collina

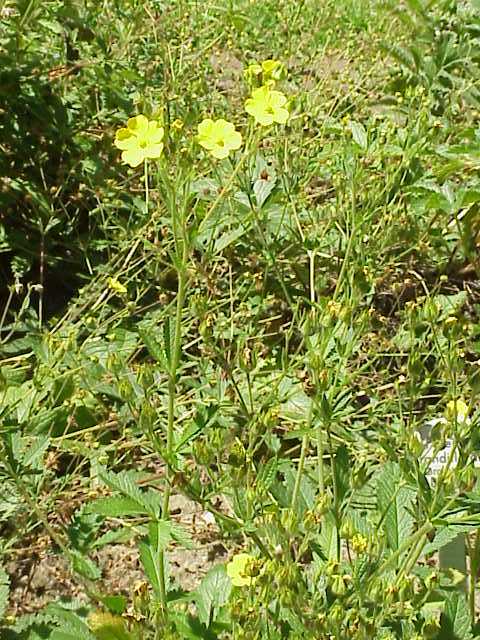
Potentilla collina

Potentilla collina es una especie de planta herbácea perenne perteneciente a la familia Rosaceae. Con flores amarillas.

## Descripción
Es una planta herbácea que alcanza un tamaño de 25 a 35 centímetros de altura. Las hojas están divididas en pecíolo y lámina de la hoja. La lóbulos de la lámina de la hoja por lo general consta de cinco hojas sub-espatuladas. El margen de la hoja  por lo general con dos a tres, raramente cuatro dientes con cortes profundos, el diente final es generalmente más corto que los dientes laterales. La superficie de la hoja superior tiene pelos sueltos cortos y el envés de la hoja es peluda gris blanco-tomentoso. Las flores son hermafroditas con simetría radial. El fruto es una núcula.

## Taxonomía
Potentilla collina fue descrita por August Wilhelm Eberhard Christoph Wibel y publicado en Primitiae Florae Werthemensis 2: 267. 1799.
Etimología
Potentílla: nombre genérico que deriva del latín postclásico potentilla, -ae de potens, -entis, potente, poderoso, que tiene poder; latín -illa, -illae, sufijo de diminutivo–. Alude a las poderosas presuntas propiedades tónicas y astringentes de esta planta. 
collina: epíteto latíno que significa "de las colinas"
Sinonimia
- Potentilla guentheri Pohl
- Potentilla wiemannioides Bl>locki[3]